# Cidariophanes
Cidariophanes is een geslacht van vlinders van de familie spanners (Geometridae), uit de onderfamilie Ennominae.

## Soorten
- C. albimargo Dognin, 1911
- C. brigitta Thierry-Mieg, 1895
- C. canopus Druce, 1893
- C. daphnea Dogni1, 1925
- C. earina Rindge, 1983
- C. edaxaria Dognin, 1892
- C. fulminea Dognin, 1901
- C. guaparia Schaus, 1901
- C. incaria Schaus, 1901
- C. incondita Dognin, 1900
- C. indentata Warren, 1900
- C. ischnopterata Warren, 1895
- C. joya Dognin, 1898
- C. lucida Dognin, 1911
- C. muscosa Dognin, 1911
- C. oppositata Warren, 1904
- C. ordinata Dognin, 1923
- C. ornata Warren, 1907
- C. perrubrescens Warren, 1900
- C. proteria Schaus, 1927
- C. psittacaria Schaus, 1901
- C. subflavata Dognin, 1923
- C. triangulifera Dognin, 1912
- C. triquetra Rindge, 1983
- C. versipennis Warren, 1907
- C. viridifascia Warren, 1904
- C. zofra Dognin, 1899
- C. zurra Dognin, 1899